# Robert Benjamin Leighton
Robert Benjamin Leighton (Detroit, 10 de setembro de 1919 — Pasadena, 9 de março de 1997) foi um físico experimental estadunidense. Dispendeu toda sua carreira profissional no Instituto de Tecnologia da Califórnia (Caltech). Seu trabalho ao longo dos anos abrangeu física do estado sólido, física dos raios cósmicos, o início da moderna física de partículas, física solar, os planetas, astronomia em infravermelho, e astronomia em ondas milimétricas e submilimétricas. Nos últimos quatro campos seu trabalho pioneiro deu início a novas áreas de pesquisa que se desenvolveram depois em vigorosas comunidades científicas.
Obteve os graus de bacharelato, mestrado e doutorado no Caltech. Entrou para a faculdade em 1949 e depois foi catedrático de física, matemática e astronomia. Leighton foi um renomado professor do Caltech. Seu livro Principles of Modern Physics, publicado em 1959, foi um livro texto de sucesso. Após o curso de Richard Feynman Lectures in Physics, no início da década de 1960, Leighton passou mais de dois anos retrabalhando o texto gravado em fita de forma publicável: The Feynman Lectures on Physics, que foram publicadas em 1964 e 1966. Em adição, foi co-autor com Robbie Vogt de um conjunto de problemas acompanhando as Feynman Lectures.
Leighton recebeu o Prêmio Rumford de 1986, por avanços em astronomia infravermelha, e recebeu a Medalha James Craig Watson de 1988, por seu trabalho como criador e explorador de novos instrumentos e técnicas que abriram áreas completamente novas da astronomia — oscilações solares, pesquisas em infravermelho e telescópios refletores em ondas milimétricas.
Leighton e Feynman eram amigos pessoais. Um dos filhos de Leighton, Ralph Leighton, também colaborou com Feynman em diversos livros.
O The New York Times publicou um obituário de Leighton em 14 de março de 1997, cinco dias após sua morte.